# ماناسارا

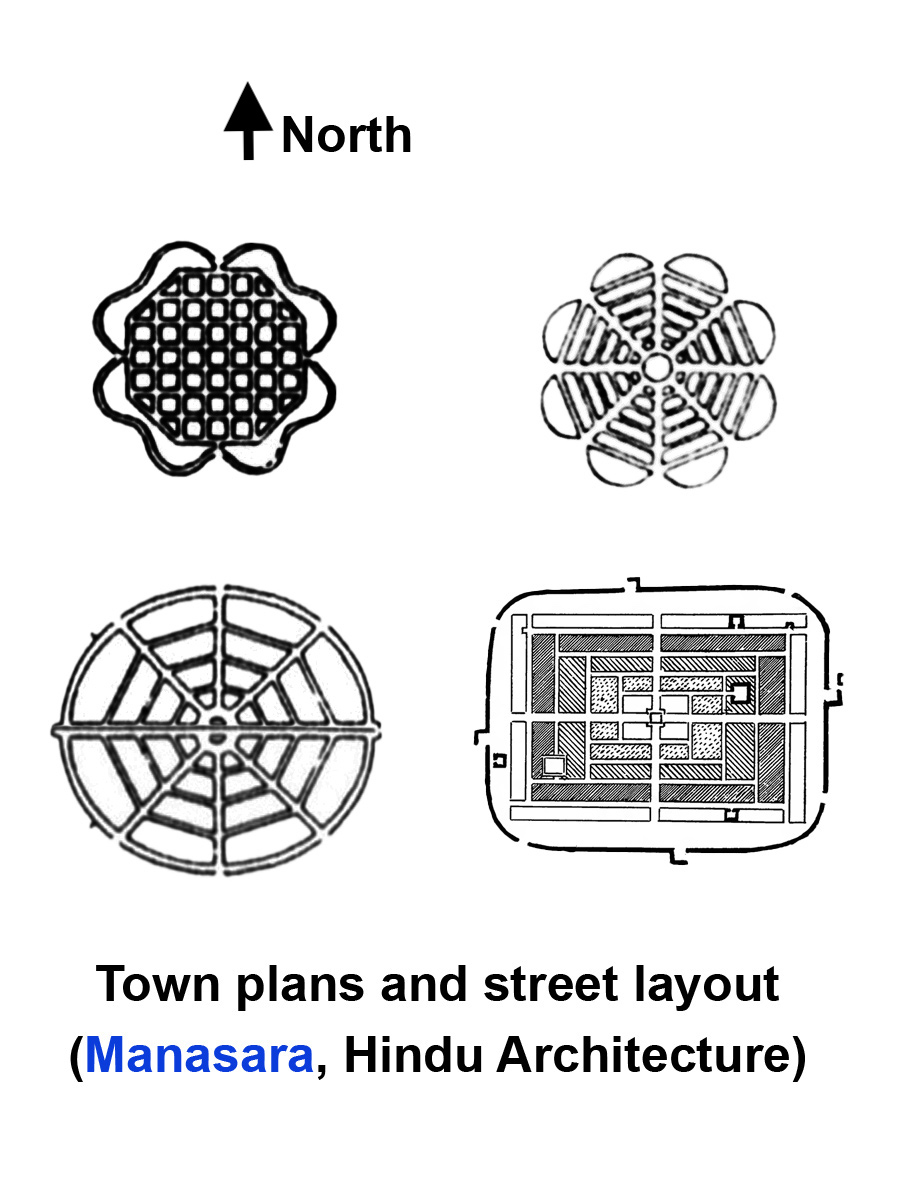
بعض مخططات المدن الموصى بها في نص ماناسارا السنسكريتي لعام 700 م حول العمارة الهندوسية.

ماناسارا، المعروف أيضًا باسم ماناسا أو ماناسارا شيلبا شاسترا (بالإنجليزية: The Mānasāra, Manasa or Manasara Shilpa Shastra)‏، هو أطروحة سنسكريتية قديمة عن الهندسة المعمارية والتصميم الهندي. وضع في 70 أدهياس (فصل) و10,000 شلوكا (آيات)، وهو واحد من العديد من النصوص الهندوسية حول شيلبا شاسترا - علم الفنون والحرف - التي كانت موجودة في الألفية الأولى الميلادية. يعد ماناسارا من بين القلائل في الهندسة المعمارية الهندية القديمة التي نجت مخطوطاتها الكاملة حتى العصر الحديث. إنها أطروحة تقدم إرشادات مفصلة حول بناء المعابد الهندوسية والمنحوتات والمنازل والحدائق وخزانات المياه وتصميم المدن وغيرها من الهياكل.

## المجال والمضمون
ماناسارا هو أحد النصوص في مجموعة تسمى فاستو شاستراس وشيلبا شاستراس. كانت هذه كتيبات تصميم تغطي فن وعلم العمارة، وعادة ما تمزج بين الشكل والوظيفة والرمزية الهندوسية.
وفقًا لجورج ميشيل، فإن كتاب ماناسارا هو أحد أدلة البناء العديدة التي تحتوي على فصول مهمة لتاريخ بناء المعابد الهندوسية. تناقش هذه الأعمال اختيار موقع البناء، والمخطط الأرضي، ومزايا مواد البناء المختلفة، والتناسب بين المخططات والارتفاع، وتفاصيل النقوش والزخارف التي تظهر في المعابد الهندوسية.